# 組織培養
組織培養（そしきばいよう、英: tissue culture）は、生物学関係において動物や植物といった組織分化の著しい多細胞生物の組織（片）を維持・培養することである。一方、多細胞生物でも菌類や藻類といった、組織分化の程度の低い生物の培養は組織培養とは呼ばない。
生物学・医学では細胞・胚など。農学では細胞・胚・葯・花糸・カルスなどを対象にして行われる。目的は研究材料確保・疫学的調査・多量繁殖などである。
培養は主に培養液（培地）を入れたシャーレや試験管・培養機の中で行われる。多くの場合、培養過程でカビや雑菌の混入（コンタミネーション）が問題になるため、サンプルの選定や殺菌・滅菌の手段が重要である。また、培養する組織が必要とするもの（例：栄養・ホルモン（植物ホルモンを含む）・温度・光など）を満たす必要がある。

## 植物における組織培養
動物と違い植物の細胞には分化全能性が備わっているため、多くの組織培養方法が研究されている。葉などの器官を培養する器官培養。茎頂を培養する茎頂培養（生長点培養）。未熟胚を培養する胚培養。葯を培養する葯培養。プロトプラストを培養するプロトプラスト培養などがある。通常のクローン繁殖である挿し木や株分けよりも突然変異が現れやすい傾向があるとされている。

### 商業利用
ウイルスフリーなどの無病の個体の作出、あるいは培養過程での変異出現が多いことを利用した新品種の作出、無病個体や有利な形質を持つ個体を増殖するための大量増殖である。これはラン科植物におけるメリクロンからはじまり、イチゴ、ジャガイモやカーネーションなどが後に続いた。正確な統計は取られていないが、2015年現在、先進国では栄養繁殖性の草本性作物（サツマイモ、ジャガイモ、サトイモ、サトウキビ、イチゴ、カーネーション、ユリ、キク、ランなど）においては、営利栽培のほぼ100%が培養苗由来の種苗であると思われる。しかしオートクレーブやクリーンベンチといった高額器械を使用しなくてはならず、苗が高額になり、苗が高価でも販売できる先進国以外では一概には言えない。作物以外では、コストをある程度無視できる希少植物の大量増殖にも用いられる。植物体再生が容易なユリ類では自生地で減少してしまったヤマユリなどの花糸などを用いて培養し増殖されている。培養には花器を用いるため親株はそのまま自生し続けることが出来る。また比較的安価な培養苗が出回るため盗掘が減り自生地保護のためにも効果がある。
また、胚培養や葯培養、プロトプラスト培養なども育種年限の短縮などに利用されている。

### 培養方法
培養段階は外の植物から無菌の器内に導入する初代培養、それをある程度増殖する継代培養、大量に増殖する大量増殖、増殖した種苗を器外で生存できるように慣らす順化の4段階に分けられる。大量に増殖する必要がないときは継代培養や大量増殖培養の段階を省くことがある。ウイルスフリーにするための茎頂培養は初代培養時に、遺伝子組み換えやプロトプラスト培養などは継代培養時に行うことが多いが、必ず、ではない。